# 純氷

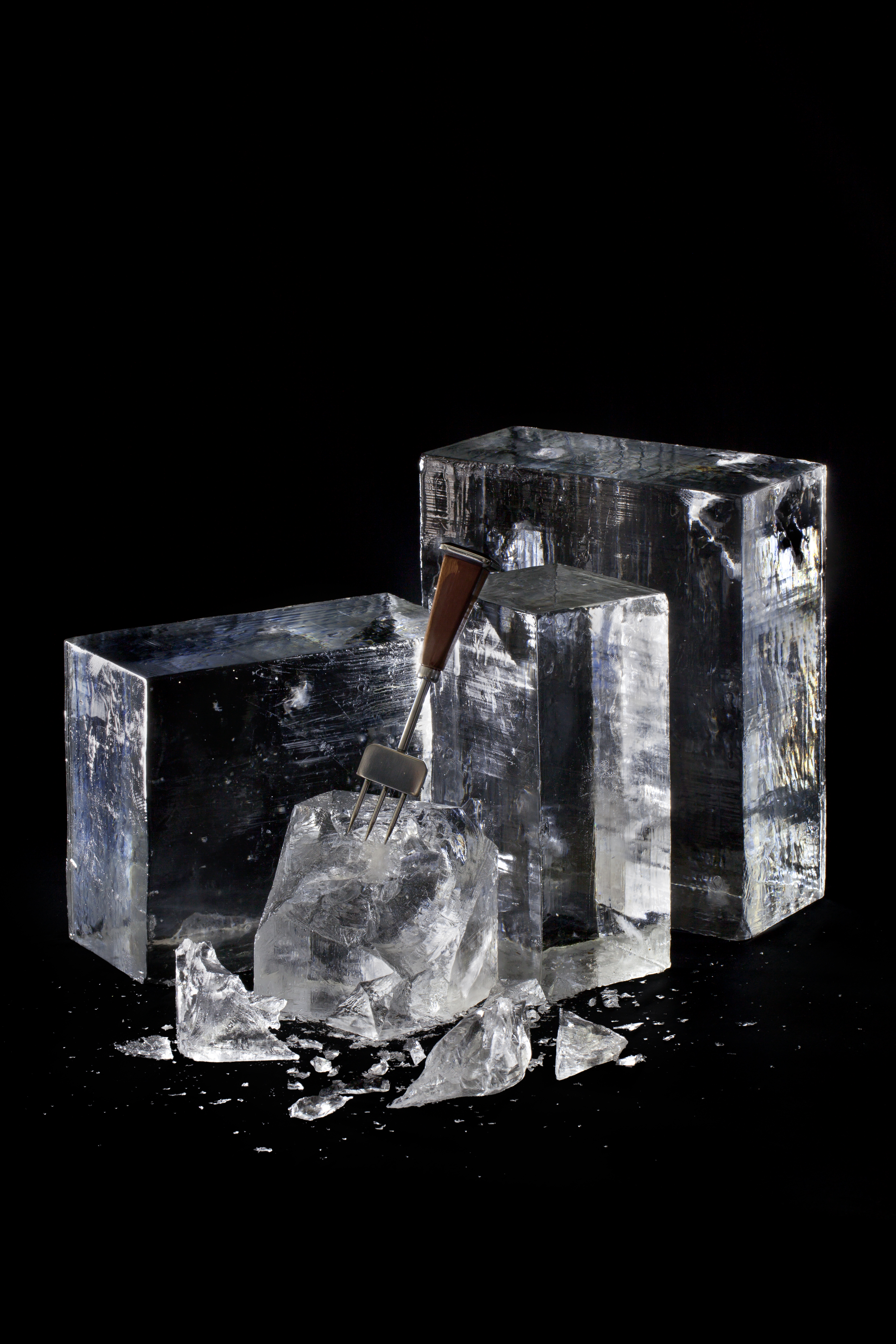
透明で美しい純氷

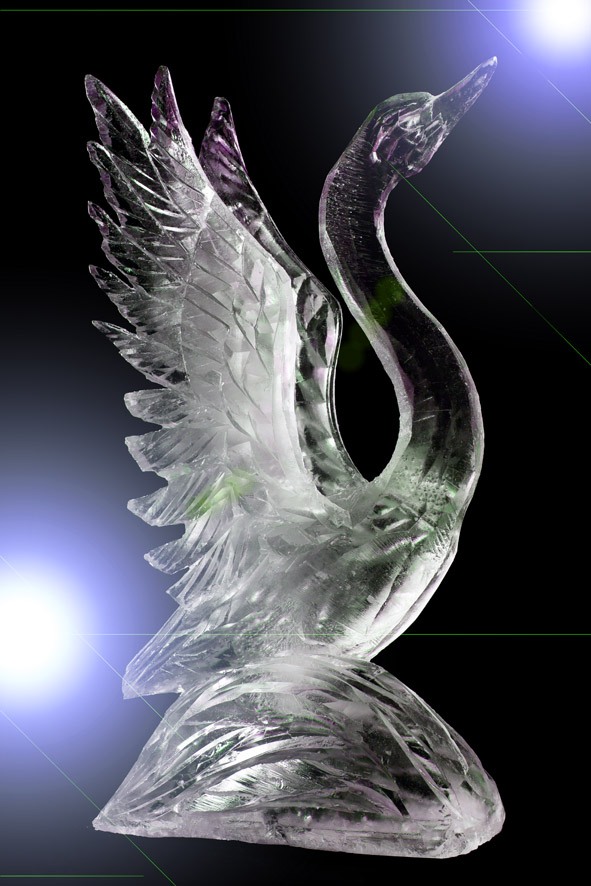
氷彫刻スワン(制作：北之園雅章氏)

純氷（じゅんぴょう）は、衛生的に管理された製氷工場で飲料水を原料とし、主としてアイス缶方式により‐10℃前後で、48時間以上かけて凍らせた飲食用途の氷のこと。透明で硬く、溶けにくい。製氷業界では、製氷工場がつくる氷を純氷と呼んで販売している。

## 氷の種類
日本では日常的に生産消費される氷の種類としておおむね次の4種類がある。
1. 家庭用電気冷蔵庫でつくる氷
2. 主として業務用自動製氷機でつくる氷
3. 管理された池などで、自然凍結した氷を採取する天然氷
4. 製氷工場で一定の条件のもとで生産される純氷

## 純氷の特性
製氷業界は時代の要請を受け、最大限の努力をして今日の「純氷」の品質を達成してきた。たとえば高度経済成長時代は河川の水質汚染が深刻になり、原料水の濾過方法も変化し、フィルターや活性炭だけではなく、イオン交換や逆浸透膜法などで行われるようになった。また、衛生管理の水準も飛躍的に向上し、ISOの認証を獲得している工場も多くなってきている。

## 名前の由来
純氷という名称を、いつ頃、誰が初めて使用したかは不明である。純氷は特定の氷の商品名ではなく、自動製氷機の氷や家庭の冷蔵庫で製氷した氷と区別するために、製氷業界で広く使用されている名称で、多くの氷商品のパッケージにも使用されている。
1965年（昭和40年）にホシザキ電機より自動製氷機が発売された。飲食店への製氷機の普及に伴い、製氷業界・氷販売業界の売り上げが低下し、危機感を抱いた氷業界は差別化の目的で「純氷」を前面に出してPRを始めた。
純氷の文字が確認できるもっとも古い記録は、日本冷凍新聞五十年史の1976年(昭和51年)7月である。

## 純氷の特徴

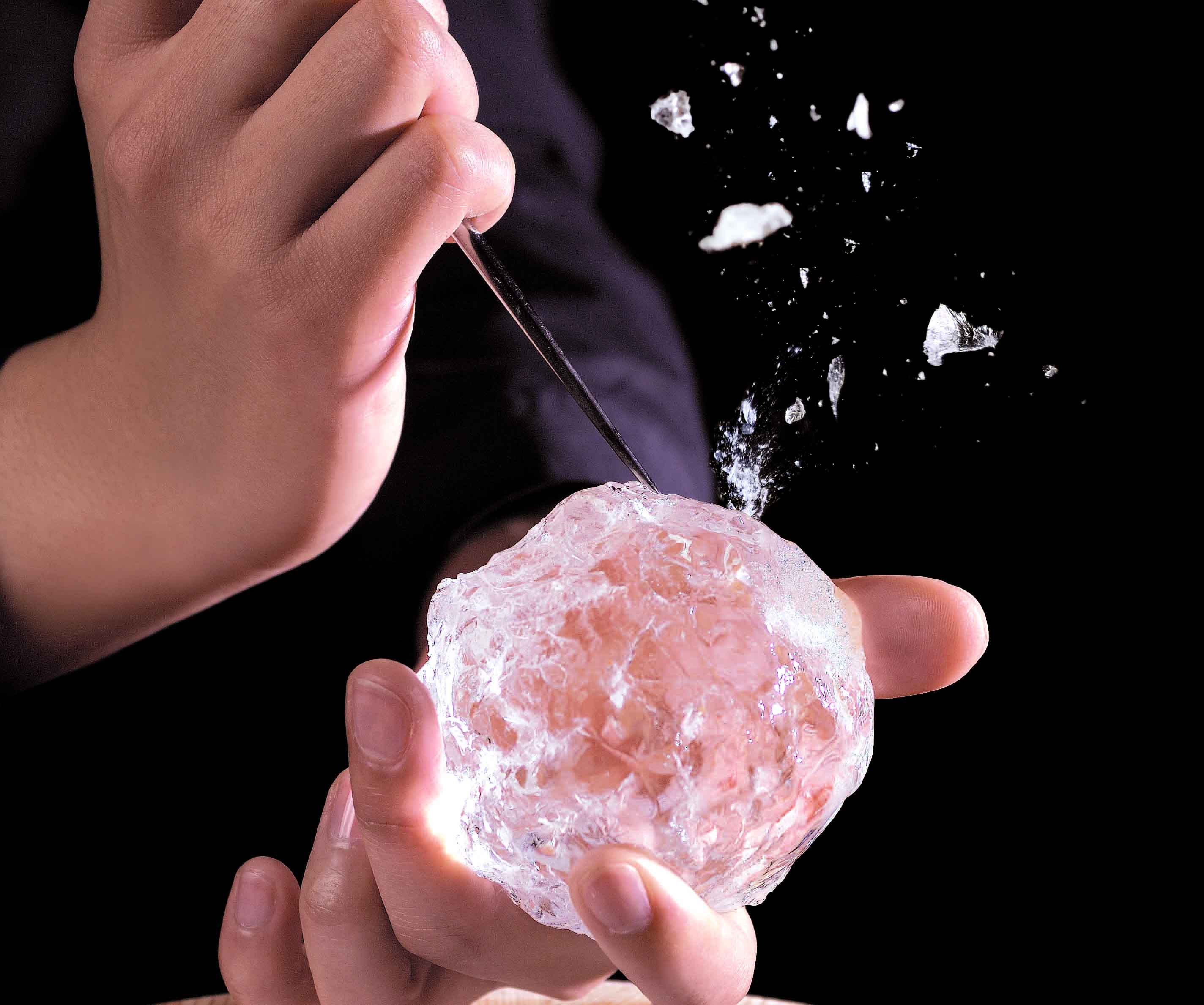
氷を削る

### こだわりの氷
純氷は、高級なホテルやバーでバーテンダーによって削られる氷であり、飲み物の味を損なわない氷であり、また、高級な寿司店でのネタの保管用や、かき氷をつくるための氷として使われる。

### 透明度が高い氷
純氷は、時間をかけて結氷するため、氷の結晶が大きく成長し透明度が高い。これに対し、電気冷蔵庫でつくった氷は、-20℃程度の低温で急速に結氷するために、空気や次亜塩素酸ナトリウムが除去されずに残り、中央部が白く濁る。　自動製氷機の氷は‐25℃で結氷したうえに脱氷の際にはホットガスで溶解させるので、氷に無数のひびが入り濁って見える。

### 固く溶けにくい氷
氷の結晶の立体構造は正六角形になっている。氷は表面からだけでなく内部からも溶けていくが、純氷は正六角形の結晶が大きく、結晶と結晶の結合面が少ないために溶けにくい。冷蔵庫や自動製氷機でつくった氷は、結晶が小さく結晶の結合面も多いので、溶けやすくなる。また空気や不純物を純氷に比べて多く含むために、そこからも溶けやすくなっている。

## 純氷の大きさ

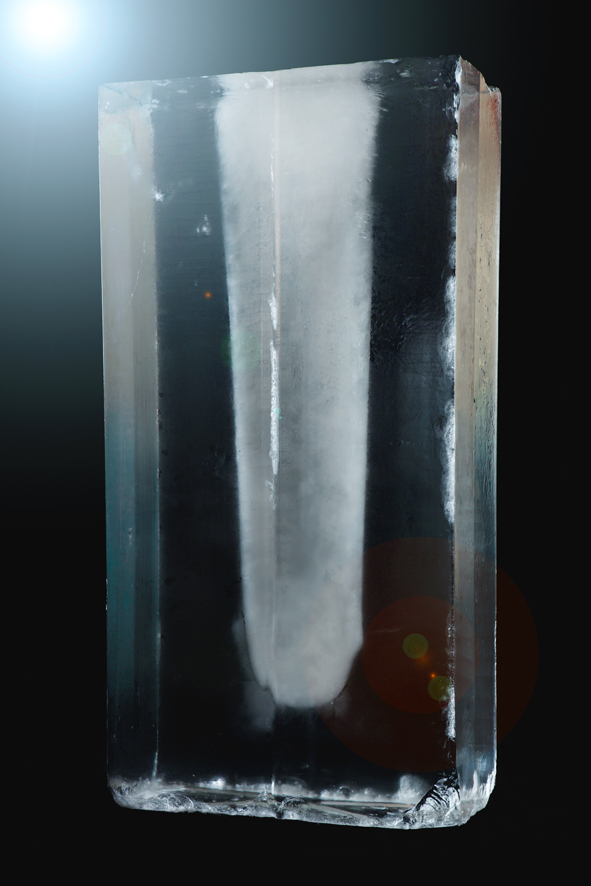
135ｋｇの氷柱

純氷はJIS規格によって決められたアイス缶で製造されている。
製氷工場でつくられる氷柱のサイズは、約H 1050×W 560×D260mm。重量は約135Kgである。
- 氷柱はブロック氷（角氷）、かち割り氷（ぶっかき氷）、キューブアイス、ボールアイスなどいろいろな氷に加工される。氷彫刻にも利用ができる。

### ブロック氷（貫匁氷）
外国から機械製氷が輸入された当時のアイス缶でつくる氷柱1本の重量は約300ポンド（約136kg）で、換算すると約36貫匁だった。昔から氷柱1本が36貫匁で流通して現在まで続き、氷店が販売するブロック氷の単位は昔から貫匁（カンメ）が使われてきた。1貫匁、2貫匁のように数えるので、ブロック氷を貫匁氷と呼ぶことがある。

## 純氷の製造法
独立行政法人科学技術振興機構が提供する科学技術の動画専門サイト、サイエンス チャンネルに、THE MAKING　（241）「純氷ができるまで」がある。製氷工場で実際の製氷工程を紹介している。

### 原水を濾過する
氷の原料となる原水は、まず活性炭濾過装置でカルキや臭気を吸着・除去する。続いてフィルターに通して異物を排除した後、逆浸透膜濾過（RO）装置を通して濾過され、不純物を極限まで取り除く。

### 製氷工程
不純物を取り除いた原料水をアイス缶に注水する。水を満たしたアイス缶を-10℃に保ったブラインという塩化カルシウムのプールの中に漬ける。アイス缶に、圧縮空気をエアパイプで送り、攪拌することで水中に残留した空気など不純物が空中に放出される。-10℃の温度でアイス缶のふたを除く5面の壁面から純水分子だけが中心に向かいゆっくりと凍っていく。
24～30時間程度経過後、中央部に凍らずに残っている水を吸い取り、新たに水を注入する。この工程を数回繰り返し、中心部まで凍ってきたら、エアパイプを抜き取る。残留物などを含まず、濃密で固い、溶けにくい透明な氷が出来上がる。

### 脱氷工程
製氷にかける時間は48時間以上。 製氷工場によっては72時間近く製氷させている。 ブラインのプールからアイス缶を抜き出し、ひびが入るのを防ぐために、1～2時間程度常温でなじませる。次に氷を抜きやすくするために、15℃程度のプールにアイス缶を沈めアイス缶の周囲を溶かす。プールから引き上げたアイス缶から氷を抜き出す。この一連の作業が脱氷工程である。
完成した氷柱は、約135kgの巨大な氷である。

## 純氷の販売

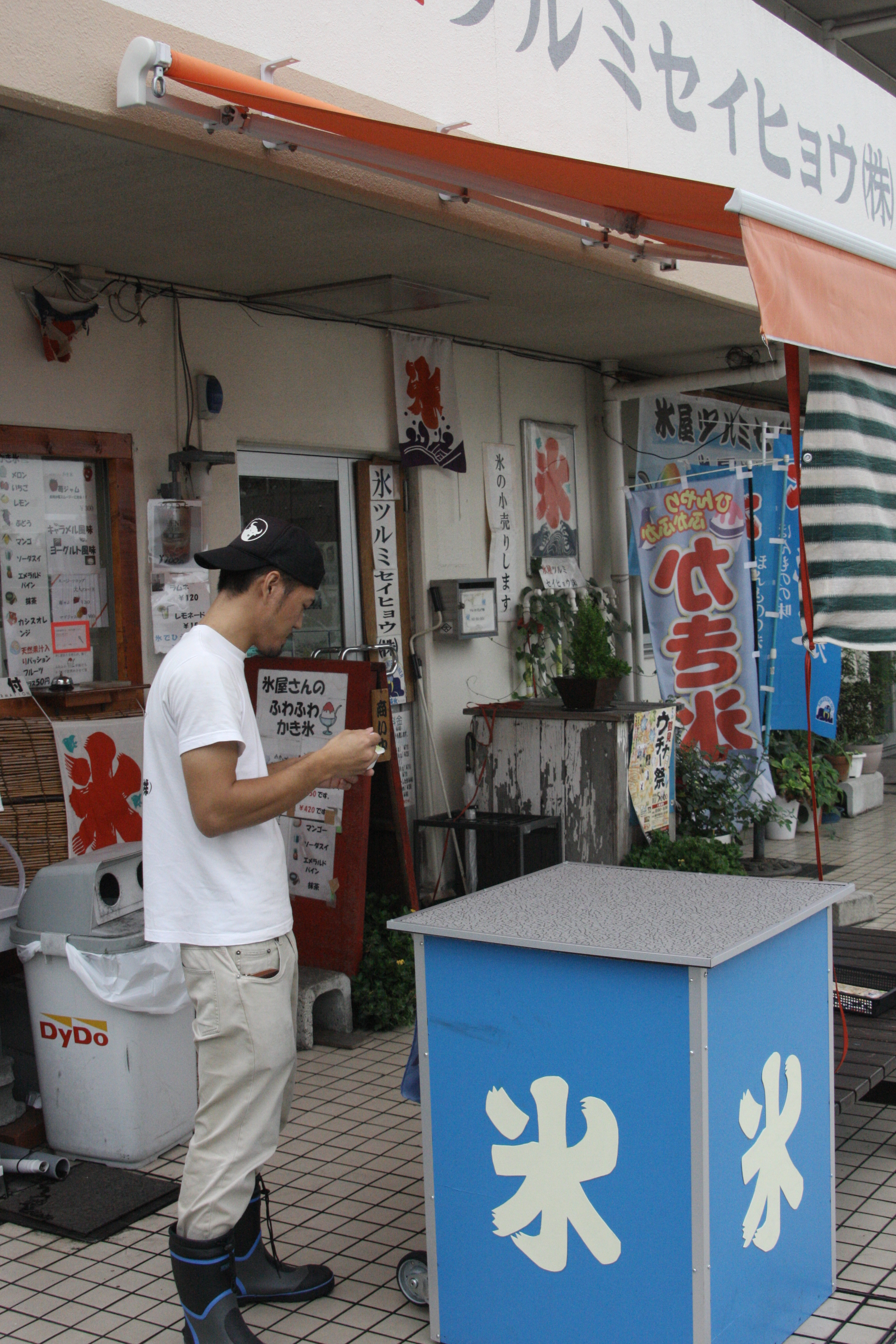
氷商（氷店）の例

純氷を販売しているのは、いわゆる町の氷商（氷店）または、製氷工場の直販である。一般消費者にも販売しているが、業務用主体の営業になっている。一方、多くの消費者は、生活に密着したスーパーマーケット・コンビニでの購入が圧倒的に多い。
食品衛生法では、氷を製造販売する営業は、氷雪製造業、氷雪販売業といい、食品衛生法認可業種である。氷雪販売業者が取り扱う純氷は、都道府県知事の許可を受けた製氷工場で製造されている。氷雪販売業者の同業組合には、全国氷雪販売業生活衛生同業組合連合会がある。

## 純氷の商品
飲食店等での使用用途によって、純氷を様々に加工した商品がある。
- ブロックアイス（角氷）
- プレートアイス
- キューブアイス（ダイヤアイス）
- スティックアイス
- クラッシュアイス
- かち割り（ぶっかき氷）
- ボールアイス（丸氷）
- 氷柱
- その他
- 特殊加工氷（氷彫刻、花氷、アイスジョッキ、ハート型氷、金箔氷など）

## 純氷の歴史
氷のつくり方には二通りあり、湖や池などで凍結した氷を採取する天然氷と、冷凍機でつくる人造氷（機械製氷の氷）である。日本の歴史に登場する氷は幕末までは天然に産する氷で、純氷の歴史は機械製氷の歴史といえる。

### 天然氷
日本において幕末まで氷といえば、天然氷であった。
天然氷は、アメリカのボストン氷や、中川嘉兵衛の函館氷が有名である。天然氷の生産拡大に並行して、東京を初めとして都市部に氷問屋が開業していった。用途は鮮魚の冷却や、医療・工業用などで、飲食用途はきわめて少なかった。

### 機械製氷
機械製氷は横浜から始まる。1879年（明治12年）横浜・元町に日本最初の機械製氷会社、ジャパン・アイス・カンパニーが設立された。2年後、オランダ人ストルネブリンク（Ludowicus Stornebrink）に経営権が移転し、横浜アイス・ワークスと社名を変更し機械製氷が続けられたが、その後帝国冷蔵株式会社に買収された。この工場は、神奈川日冷株式会社山手工場として、1999年（平成11年）まで稼働していた。
日本人による、日本最初の製氷会社は、1883年（明治16年）に東京・京橋新富町に建設された東京製氷会社である。その後、製氷会社は続々と設立され、天然氷と人造氷とが競合をするようになると、互いにネガティブキャンペーンを繰り広げ、熾烈な市場獲得競争に入った。1893年（明治26年）皇太子（のちの大正天皇）が東京製氷会社を視察したことから1897年（明治30年）以降は機械製氷が天然氷を凌駕していった。この時代は、和合英太郎が中心となり製氷会社の吸収合併を繰り返している。
明治から大正時代にかけ、日本製氷、帝国冷蔵、龍紋氷室の三社が市場を分け合っていたが、日本水産株式会社に合併・統合され、同社が全国の製氷能力の半分を占めるようになった。1942年（昭和17年）日本水産、大洋漁業、日魯漁業、極洋捕鯨、全漁連の製氷冷凍部門が統合され、国策会社、帝国水産統制株式会社が誕生した。第二次大戦後、財閥解体、寡占企業の排除命令で、帝国水産統制株式会社は解体され、その製氷・冷蔵部門が日本冷蔵株式会社（現在株式会社ニチレイ）として再出発した。